# Stenodynerus microstictus
Stenodynerus microstictus är en stekelart som först beskrevs av Henry Lorenz Viereck 1906.  Stenodynerus microstictus ingår i släktet smalgetingar, och familjen Eumenidae. Inga underarter finns listade i Catalogue of Life.